# Голдсмит, Джоэл
Джоэл Голдсмит (англ. Joel Goldsmith; 19 ноября 1957, Лос-Анджелес — 29 апреля 2012, Хидден-Хилс) — американский композитор, сочинявший музыку к кинофильмам и телесериалам. Сын композитора Джерри Голдсмита.

## Биография
Родился 19 ноября 1957 года в Лос-Анджелесе, в семье Шэрон Хеннеджин (Sharon Hennagin) и известного кино-композитора Джерри Голдсмита.
За музыку к сериалам: «Звёздные врата: SG-1» и «Звёздные врата: Атлантида» трижды номинировался на премию «Эмми» (в 1998, 2005 и 2006 годах).
Скончался от рака 29 апреля 2012 года, в возрасте 54 лет, в своем доме в Хидден-Хилс, Калифорния.

## Музыка к фильмам
- 1978 — Лазерный взрыв
- 1978 — Прослушивания / Auditions
- 1982 — Остров крови / Island of Blood
- 1983 — Мозги набекрень
- 1983 — Оливия / Olivia
- 1984 — Американские джакузи / Hollywood Hot Tubs
- 1987 — Нет безопасного убежища / No Safe Haven
- 1987 — Банзай-гонщик / Banzai Runner
- 1988 — Эскадрон / Escuadrón
- 1988 — Ангелы-хранители / Watchers
- 1988 — Рикки 1 / Ricky 1
- 1990 — Луна-44
- 1990 — Глубокое погружение / The Rift
- 1990 — Мгновенная судьба / Instant Karma
- 1990 — Рабочий / Jobman
- 1991 — Синяя пустыня
- 1991 — Гонки по кругу
- 1991 — Братство оружия / Brotherhood of the Gun
- 1992 — Женщина, её мужчины и её хитрости / A Woman, Her Men, and Her Futon
- 1993 — Сильнейший удар
- 1993 — Дерево Джошуа
- 1993 — Маньяк-полицейский 3: Знак молчания
- 1993 — Пропала маленькая миллионерша
- 1993 — Лучший друг человека
- 1993 — Рамона! / Ramona!
- 1994 — Гадюка
- 1995 — Человек полуночи
- 1996 — Мой лучший друг Шейлок / Shiloh
- 1996 — Нашествие гремучих змей / Rattled
- 1996 — Крутой поворот / One Good Turn
- 1996 — Вампирелла / Vampirella
- 1997 — Кулл-завоеватель
- 1997 — Заговор / Shadow of Doubt
- 1998 — Американские драконы / American Dragons
- 1998 — Пекло / Inferno
- 1999 — Шейлок 2 / Shiloh 2: Shiloh
- 1999 — Бриллианты / Diamonds
- 1999 — Монстр! / Monster!
- 2000 — Лезвие ведьм / Witchblade
- 2000 — Хамелеон 3 / Chameleon 3: Dark Ange|l
- 2000 — Любой ценой / At Any Cost
- 2003 — Елена Троянская
- 2005 — Шестое чувство Сары / Haunting Sarah
- 2006 — Спасибо небесам / Thank Heaven
- 2006 — Роковая ошибка / Fatal Desire
- 2008 — Звёздные врата: Ковчег правды
- 2008 — Звёздные врата: Континуум
- 2011 — Война мертвецов

## Музыка к телесериалам
- 1990—1990 — Х.Е.Л.П. / H.E.L.P.
- 1990—1992 — Супер-сила / Super Force
- 1993—1994 — Неприкасаемые / The Untouchables
- 1993—2001 — Диагноз: Убийство / Diagnosis: Murder
- 1994—1995 — Соколиный глаз / Hawkeye
- 1995—2002 — За гранью возможного / The Outer Limits
- 1997—2007 — Звёздные врата: SG-1
- 2001—2002 — Ведьмин клинок / Witchblade
- 2004—2009 — Звёздные врата: Атлантида
- 2009—2011 — Звёздные врата: Вселенная

## Музыка к видеоиграм
- 2006 — Call of Duty 3